# Tiziano Treu
Tiziano Treu (né à Vicence le 22 août 1939) est un homme politique et universitaire italien, ancien ministre du Travail et de la Sécurité sociale, ministre des Transports et président du Conseil national de l'économie et du travail. 

## Biographie
Tiziano Treu est diplômé en droit de l'Université catholique du Sacré-Cœur de Milan, où il a par la suite enseigné le droit du travail. Dans ses années d'étudiant, il a fréquenté le Collège Augustinianum, où il a rencontré Romano Prodi et Giovanni Maria Flick. Treu est proche de l'aile démocrate-réformiste du Parti socialiste italien. 
En 1995, il est nommé ministre du Travail et de la Sécurité sociale au sein du gouvernement Dini. En 1996, il est élu député en tant que représentant du Renouveau italien de Lamberto Dini et est confirmé à la tête du ministère au sein du gouvernement Prodi I, puis devient ministre des Transports au sein du gouvernement D'Alema I.
Le 24 juin 1997, Tiziano Treu, en tant que ministre du Travail, propose une loi  dite Pacchetto Treu, dans le but de lutter contre le chômage. Par cette loi le travail intérimaire  obtient la reconnaissance législative du système juridique italien.
Une fois la saison politique de l'Olivier terminée, Treu  occupe un rôle marginal au Parlement, étant cependant élu au Sénat en 2001 et en 2006 avec La Marguerite et en 2008 avec le Parti démocrate.
En 2013, avec la fin de son mandat parlementaire, Treu devient membre du Conseil national de l'économie et du travail (CNEL), une assemblée d'experts qui conseille le gouvernement italien, le Parlement et les régions et promeut les initiatives législatives en matière économique et sociale. En 2017, il est nommé président de l'assemblée par le cabinet Gentiloni,  à l'occasion du référendum constitutionnel de 2016, il vote la suppression du CNEL.
En septembre 2014, Treu est nommé par le cabinet Renzi  commissaire spécial de l'Institut national de sécurité sociale (INPS) jusqu'à l'élection de Tito Boeri à la présidence.
Depuis 2017, il est à nouveau président du CNEL.